# Legnica (plaats)
Legnica ([lɛgˈɲitsa]; Duits: Liegnitz) is een stad in het zuidwesten van Polen in het woiwodschap Neder-Silezië.

## Geschiedenis
In de 11e eeuw was Legnica het centrum van de Trebowanen die onder een hertog van de Poolse piastendynastie leefden, een wijdvertakt geslacht waartoe alle Silezische hertogen behoorden en waaruit zij hun (Poolse) koning kozen. Als residentie wordt Legnica voor het eerst in 1175 genoemd. Als bewoners van de markt- en overslagplaats worden dan ook Joden en Duitsers vermeld. Een voortdurende onderlinge strijd tussen de hertogen verzwakte het Poolse koningschap en de hertogen verzelfstandigden zich in eigen hertogdommen. In 1241 voerden de Silezische hertogen, in het nabije Legnickie Pole (Wahlstatt) slag tegen de Mongolen (de zogenaamde Gouden Horde), die vanuit het oosten binnendrongen en Oekraïne en het zuiden van Polen brandschatten en beroofden. Deze (Slag bij Liegnitz) was van belang voor geheel Midden-Europa. De Mongolen trokken zich weer terug, omdat zij niet op gebiedsgewin maar op buit uit waren. Overigens werd duidelijk dat er op onvoldoende onderlinge steun gerekend kon worden en de Silezische hertogen wendden zich naar het westen om daar steun te zoeken bij vorsten in het Duitse Rijk, vooral door in Duitse vorstengeslachten huwelijkspartners te zoeken. De Liegnitzer hertog Boleslaw II liet na 1242 de afgebrande houten burcht en de stad opnieuw in steen aanleggen en trok handwerkers en handelaren uit Saksen en Thüringen aan, die volgens Duits (Maagdenburger) stadsrecht hun bestuur mochten regelen.  
De stad Liegnitz breidde zich in omvang uit en kreeg het recht op het slaan van een eigen munt. Scholen met bovenregionale betekenis en een aantal kloosters werden opgericht. De stad ontwikkelde zich tot de tweede in grootte van Silezië, na Breslau. De Silezische hertogen wisselden van soeverein heer, in 1327, door zich als leenmannen te voegen onder het gezag van de koning van Bohemen, die een koning was in het Duitse Rijk. Formeel moest de Poolse koning zijn gezagsverlies in 1355 erkennen. Toen de laatste Liegnitzer hertog in 1419 was gestorven en zijn erfenis in een strijd terechtkwam tussen vermeende erfgenamen, speelde de stad ook als partij een belangrijke rol. Zij steunde de keuze van een nieuwe naburige hertog in 1453: Johann von Brieg en Wohlau. Al vroeg, in 1522, werd de lutherse reformatie in stad en hertogdom ingevoerd. Na een eeuw kwam een einde aan de bloeiperiode. De Dertigjarige Oorlog veroorzaakte vanaf 1618 zodanige verwoestingen dat het inwonertal in 1648 terug was gelopen tot 2.500, een derde van het eerdere aantal.
In 1526 was het koninkrijk Bohemen in handen van het huis Habsburg gekomen. Het werd nu deel van de Oostenrijkse provincie Silezië en de Silezische hertogen werden leenmannen van de Habsburgers, die erfelijke Boheemse koningen en Duitse keizers waren. De stad werd militair steunpunt met moderne fortificaties en kreeg te herhaaldelijk te lijden van epidemieën mede ten gevolge van de legering van militairen. De hertogen van Liegnitz-Brieg-Wohlau gingen nauwe (huwelijks)banden aan met de keurvorsten van Brandenburg en Anhalt-Dessau om hun zelfstandigheid tegenover het huis Habsburg te kunnen garanderen, met name in de uitoefening van het lutherse geloof. In 1675 stierf de laatste hertog Georg Wilhelm van Liegnitz-Brieg-Wohlau zonder een opvolger na te laten. Hij was de laatste telg uit de piastendynastie in Silezië. De leenheerlijkheid van hertogdom en stad werden opgeheven en een stadhouder – een ‘Landeshauptman’ – oefende nu namens de Habsburgse keizer het gezag uit.
De vrijheid van de lutherse landskerken werd ingeperkt; de Rooms-Katholieke Kerk kreeg kerkgebouwen terug en ontving bijzondere privileges. Een jezuïtencollege werd opgericht ten behoeve van het rekatholiceren van de bevolking. Kerken en kloosters werden in barokke stijl gerenoveerd. In 1742 wordt, na een langdurige oorlog tussen Oostenrijk en Pruisen, geheel Silezië door het koninkrijk Pruisen ingelijfd. Dit ontlastte weliswaar de lutherse bevolking van onderdrukking maar opende economisch nog lang geen nieuwe perspectieven voor de stad. De Pruisische regering legde zijn zwaartepunten elders. Een Oostenrijkse inval, in 1760, om het hertogdom te heroveren mislukte. In de napoleontische tijd was de stad een Pruisische garnizoensplaats en moest ze het leger bekostigen zonder er veel aan te verdienen. Enkele kloosters werden tot kazernes ingericht en, nadat ze waren uitgewoond, afgebroken. Daarna werd Liegnitz een bestuurscentrum in de Pruisische provincie Neder-Silezië. De bevolking nam weer toe en als tussen 1844 en 1875 spoorwegverbindingen door Liegnitz worden aangelegd is dat dat ook de basis voor moderne industrialisering, met name in de vorm van machinefabrieken, en voor de oprichting van vakscholen. De bevolkingsontwikkeling geeft de groei aan: woonden in 1800 er na twee eeuwen van achteruitgang weer evenveel mensen (8.000) als in de 16e eeuw, in 1860 waren dat er dubbel zoveel. In 1880 en opnieuw in 1910 had een verdubbeling plaatsgevonden, tot 60.000 inwoners. Tegelijk was in de religieuze en culturele verhoudingen sprake van stabiliteit. Sinds de lutherse reformatie was de getalsverhouding tussen katholieken en lutheranen een op vijf gebleven. Ook het etnische karakter bleef sinds de middeleeuwen hetzelfde; de bevolking gaf in 1910 aan voor meer dan 95% Duitstalig te zijn. Vlak voor de Tweede Wereldoorlog bleek de bevolking nog toegenomen te zijn tot 80.000. 
Begin 1945 werd de stad door het Sovjetleger bezet en dat ging gepaard met geringe verwoestingen. Daarna werd vrijwel de gehele bevolking naar het westen gedeporteerd. Daarvoor in de plaats kwamen Polen uit de door Sovjet-Unie geannexeerde oostelijke provincies van het land. De grotere monumentale huizen en openbare gebouwen en de kerken werden gespaard, zoals de lutherse Domkerk die aan de rooms-katholieke kerk werd overgedragen, en waarin het prominente beeld van Maarten Luther aan de ingang werd vervangen door dat van de Maagd Maria. De stadssanering in de jaren zestig brak de kleinschalige binnenstad af. Woonflats kwamen ervoor in de plaats. Enkele straatwanden werden in de jaren negentig wel weer gereconstrueerd. 
In 2005 telde de stad, na gebiedsuitbreidingen, 106.000 inwoners. Dat aantal stagneert sinds 1990. 
In 1992 verhief paus Johannes Paulus II de stad, inmiddels genaamd Legnica, tot zetel van een bisdom.

## Verkeer en vervoer
- Station Legnica
- Station Legnica Piekary

## Geboren in Liegnitz/Legnica
- Caspar von Schwenckfeld (1489-1561), anarchistisch-ondogmatisch hervormer, week uit naar Straatsburg
- Christian Josef Willenberg (1676–1731), vestingbouwer en naamgever aan een militaire bouwschool
- Johann Ernst Benjamin Bilse (1816-1902), dirigent en componist in Duitsland en Oostenrijk
- Karl von Vogelsang (1818–1890), sociaal reformist en oprichter van de Christlichsoziale Partei in Oostenrijk, antisemitisch publicist
- Gerhard Amyntor (1831–1910), generaal in het keizerlijke Duitse leger
- Adolf Thiem (1836–1908), waterbouw-ingenieur, grondlegger van de hydrologie
- Moritz Dedo von Krosigk (1848–1908), brigadecommandeur in het keizerlijke Duitse leger
- Hermann von Dresler und Scharfenstein (1857–1942), generaal in het keizerlijke Duitse leger
- Anna Blos-Tomasczewska (1866–1933), in de SPD actieve feministe
- Georg Hüsing (1869–1930), grondlegger van het vergelijkende mythenonderzoek in Wenen
- Wilhelm Schubart (1873–1960) klassiek filoloog in Berlijn, verliet de universiteit in 1937
- Paul Löbe (1875–1967), SPD-afgevaardigde in de Duitse Rijksdag en, na de oorlog, in de Bondsdag
- Hans-Detlef Herhudt von Rohden (1899–1951), Wehrmacht-generaal, organisator van de luchtbrug naar Stalingrad
- Herbert Ender (1903–1934), SA-leider, omgebracht in de Röhm-Putsch
- Gert Jeschonnek (1912–1999), admiraal in de Duitse marine
- Günther Reich (1921–1989), operazanger in Duitsland en Israël
- Uta Zapf (1941), Bondsdag-afgevaardigde voor de SPD
- Włodzimierz Juszczak (1957), bisschop van het het diocees (eparchie) Wroclaw-Gdansk van de Oekraïense Grieks-Katholieke Kerk in Polen
- Marzena Kipiel-Sztuka (1965-2024), actrice
- Tomasz Kot (1977), theatermaker
- Mariusz Lewandowski (1979), internationaal voetballer
- Agnieszka Brugger (1985), Bondsdag-afgevaardigde voor die Grünen
- Olena Pidhroesjna (1987), Oekraïens biatlete

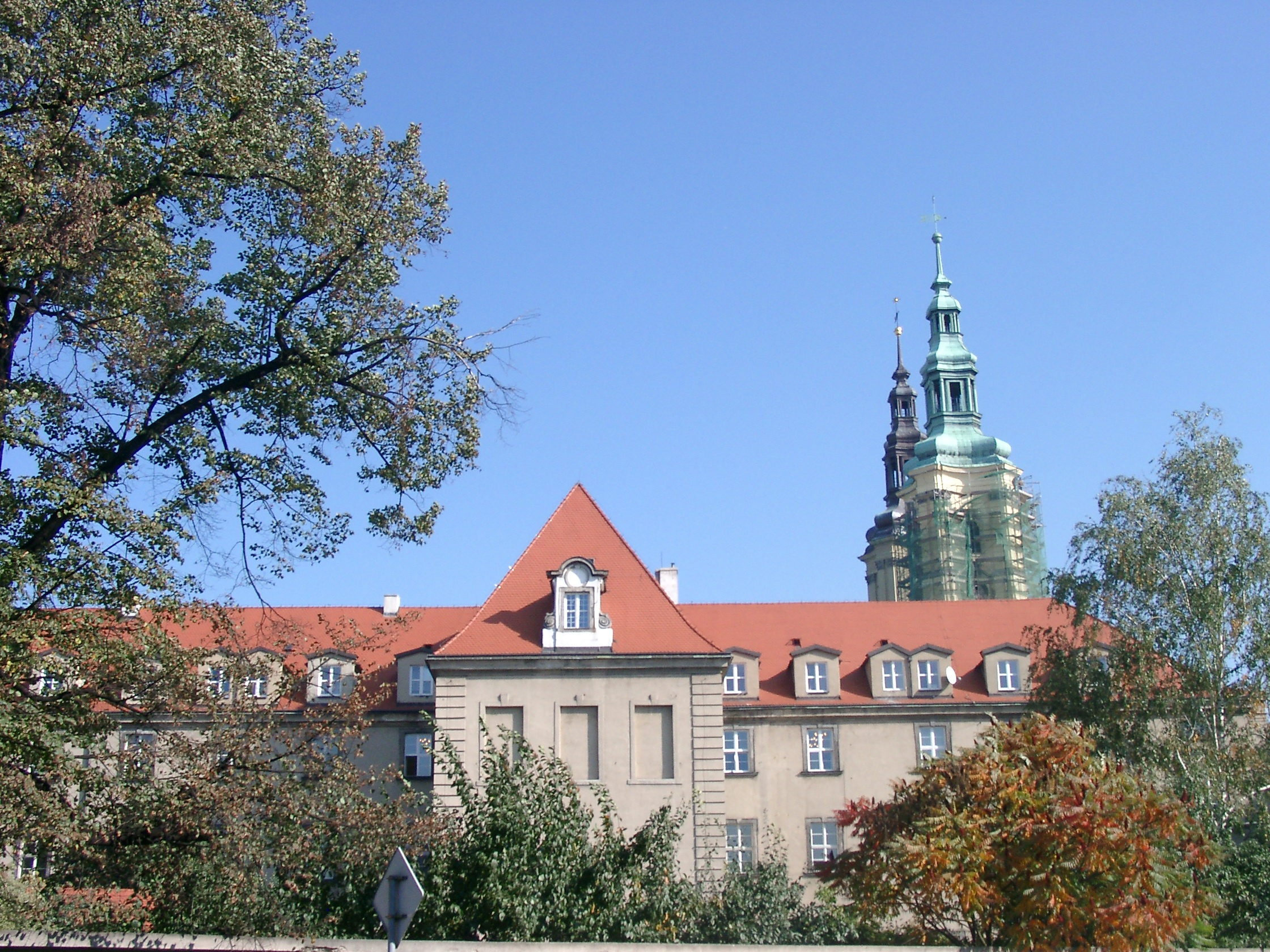
Franciscanenklooster

Stadsdistricten:
Wrocław · Jelenia Góra · Legnica · Wałbrzych

Districten:
Bolesławiec · Dzierżoniów · Głogów · Góra · Jawor · Kamienna Góra · Karkonosze · Kłodzko · Legnica · Lubań · Lubin · Lwówek Śląski · Milicz · Oleśnica · Oława · Polkowice · Środa Śląska · Strzelin · Świdnica · Trzebnica · Wałbrzych · Wołów · Wrocław · Ząbkowice Śląskie · Zgorzelec · Złotoryja

Grootste steden:
Bielawa · Bolesławiec · Dzierżoniów · Głogów · Jelenia Góra · Legnica · Lubin · Oleśnica · Świdnica · Wałbrzych · Wrocław · Zgorzelec